# Cerámica de El Puente del Arzobispo
La cerámica y loza de El Puente del Arzobispo, históricamente eclipsada y confundida con la de Talavera de la Reina, ha tenido un esplendor paralelo al talaverano en los siglos XVII y XVIII, subsistiendo como importante centro de producción en el inicio del siglo XXI. Como la de los otros dos grandes focos cerámicos toledanos, Talavera de la Reina y Toledo capital, la de El Puente del Arzobispo es loza con un sello de identidad común que hace que se confundan con frecuencia las producciones de los tres centros, en especial las de los dos núcleos provinciales.

## Historia y características
Las menciones y referencias más concretas, desde la fundación de la villa en el siglo XIV por Pedro Tenorio, arzobispo de Toledo, las dan Eugenio Larruga en sus Memorias, citando trece alfares, y Madoz, en su Diccionario, "tres de cántaros y botijos" y siete de "loza basta". En 1890 hay noticias de una fábrica de loza fina y tres de basta. En 1967 se censan trece de fina y ocho de alfarería sin vedrío. En 1976 había veinticuatro talleres de loza fina por solo tres de basta.
Se han estudiado algunas claves diferenciadoras entre la loza puenteña y la talaverana:
- Predominio del color verde esmeralda sobre los demás, tanto en las policromías como en la obra más sencilla.
- Vidriado, menos blanco en las piezas producidas en El Puente del Arzobispo, y cuya trasparencia permite percibir el tono cremoso de sus arcillas.
- La persistencia en la producción de antiguas temáticas talaveranas, como los motivos de caza y cierto barroquismo paisajístico.
- La estilización en los productos policromados de inspiración italiana, tratados además con preponderancia de los tonos esmeraldinos.[2]

El 13 de octubre de 2015, la cerámica de El Puente del Arzobispo fue declarada Bien de Interés Cultural, con la categoría de «Bien Inmaterial», mediante un acuerdo publicado el día 16 de ese mismo mes en el Diario Oficial de Castilla-La Mancha.
En 2019 la Cerámica de El Puente del Arzobispo fue declarada Patrimonio cultural inmaterial de la Humanidad por la UNESCO bajo la denominación oficial de Fabricación artesanal de cerámica de estilo talaverano en Puebla y Tlaxcala (México) y en Talavera de la Reina y El Puente del Arzobispo (España). Esta declaración alude a las comunidades de artesanos que existen en ambos países, que fabrican con métodos tradicionales objetos de cerámica de estilo talaverano para usos domésticos, decorativos y arquitectónicos. Además, se hace referencia a la identidad de cada taller existente y que la fabricación artesanal de este tipo de cerámica es un símbolo identitario de esas ciudades.

## Series

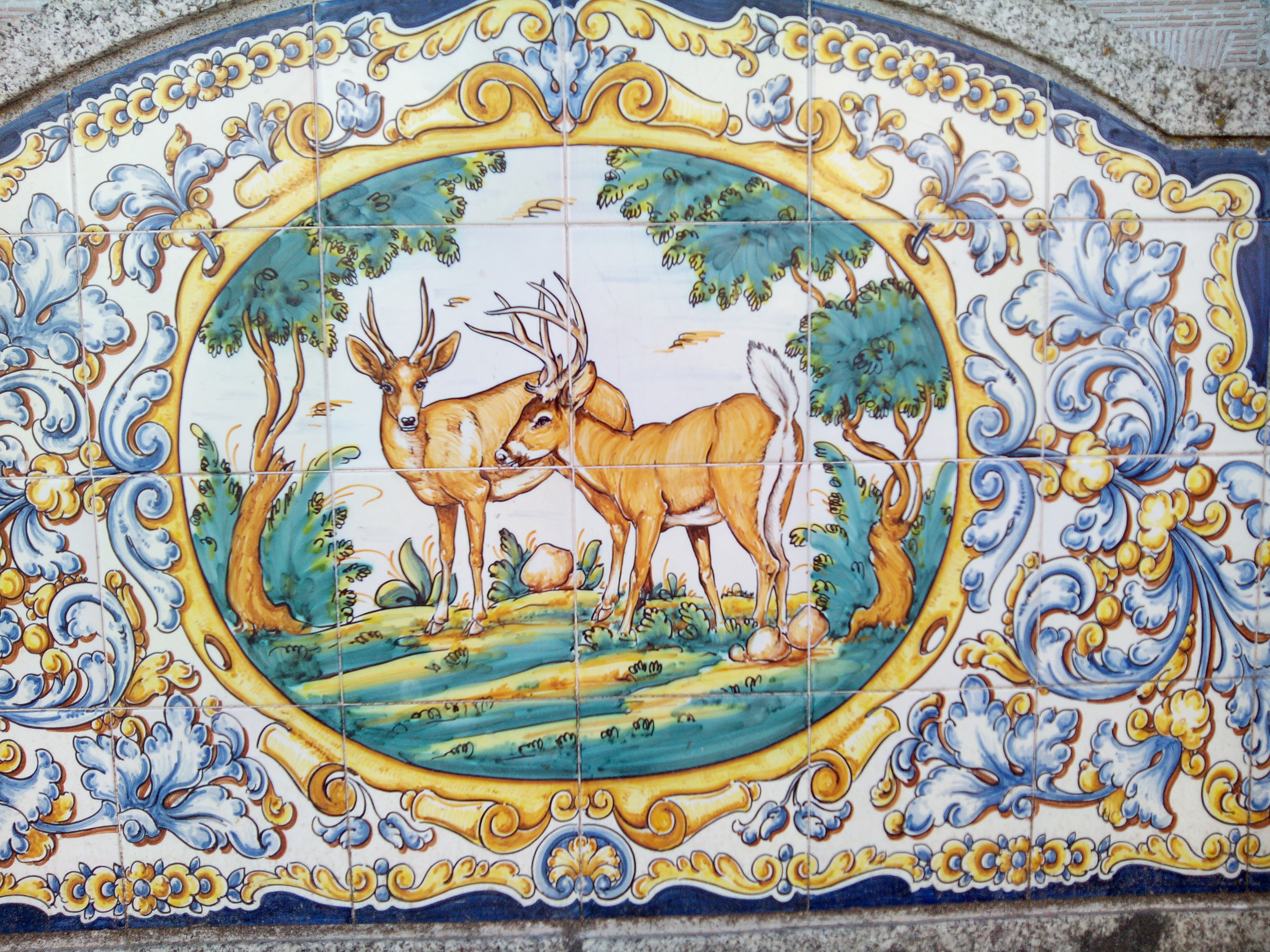
Muestra de azulejo de la Plaza de España de El Puente del Arzobispo

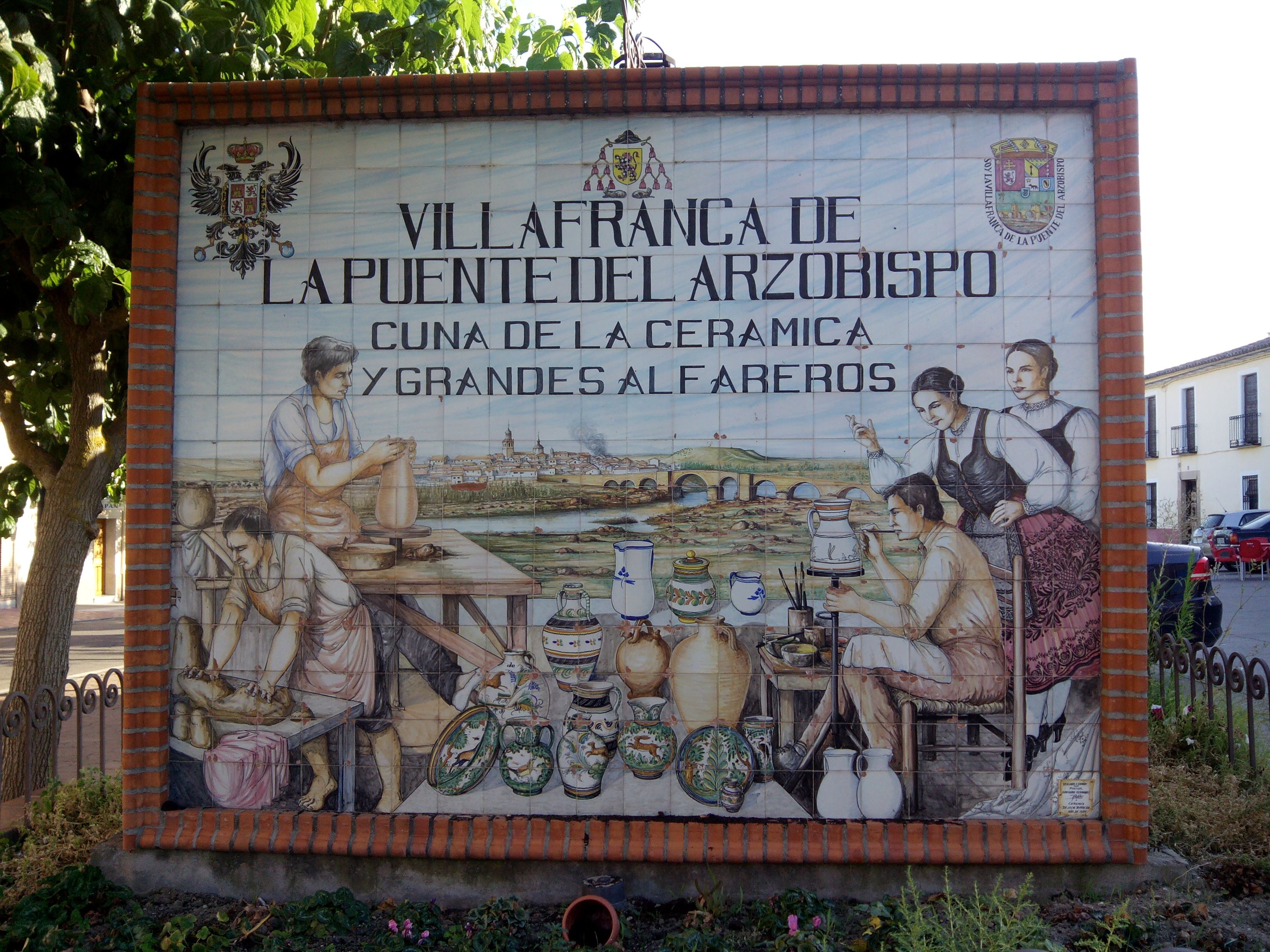
Mural de azulejos a la entrada de la Villafranca de la Puente del Arzobispo

Como en el caso de Talavera de la Reina, la producción de loza en El Puente del Arzobispo ha generado una tipología tan rica y variopinta que ha hecho necesaria una clasificación en series propuestas desde finales del siglo XIX por distintos especialistas, a fin de facilitar su estudio y catalogación. Así en Puente se diferencian varias series, tanto talaveranas como autóctonas. Entre las primeras, pueden citarse, por la abundancia o calidad de las piezas, las series de: mariposas, tricolor, La Encomienda, chinesca, polícroma popular, y las de origen alcoreño: puntilla de Bérain, colagallo y adormidera. Entre las series propias de El Puente del Arzobispo, sobresalen: del pino, de la pajarita y de bandas horizontales.

### Seriedel pino
Motivo muy trabajado a lo largo del siglo XIX y fácilmente diferenciable por el protagonismo arbóreo de un pino con más apariencia de ciprés, coloreado de tonos verdes y perfilado en manganeso (violeta negruzco). Las piezas antiguas muestran árboles meticulasamente dibujados que, con el paso del tiempo, se han ido estilizando.

### Seriede la pajarita
Considerada de influencia levantina (traída a tierras toledanas por alfareros de Manises contratados para las nuevas fábricas). Un ave indeterminada centra la decoración, rodeada de las típicas ramas plumeadas. Policromía clásica en verde, amarillo, azul y dibujo en manganeso.

### Serie debandas horizontales
Frecuente en la producción puenteña entre finales del siglo XVIII y la primera mitad del XIX. Típica de jarras y alcuzas decoradas con franjas y cenefas paralelas horizontales, con líneas onduladas de diferente grueso y color, o en negativo sobre fondos oscuros o incisiones en reserva blanca.

## Influencia
La loza de Puente ha influido en las artes en algunas ocasiones, de entre las que destacan la zarzuela Loza Lozana, de Jacinto Guerrero, estrenada en el Teatro Coliseum, Madrid en 1943, y la pieza animada Fabulillas, de 2017, creada por el productor de dibujos animados Pedro Alonso Pablos, que utiliza la imaginería de la cerámica de Puente.